# S/2007 (182933) 1
S/2007 (182933) 1 é o objeto secundário do corpo celeste denominado de (182933) 2002 GZ31. Ele é um objeto transnetuniano que tem cerca de 123 km de diâmetro e orbita o corpo primário a uma distância de 2 060 ± 270 km.